# Agoraphobic Nosebleed
Agoraphobic Nosebleed, также известны как ANb — грайндкор-группа, сформировавшаяся в 1994 году в Спрингфилде, США, штат Массачусетс.

## История
Коллектив Agoraphobic Nosebleed был сформирован в 1994 году Скоттом Халлом. В состав группы вошли несколько друзей Скотта, игравших под аккомпанемент драм-машины. В дальнейшем электронные барабаны станут неотъемлемой частью группы. С момента своего основания группа пережила множество смен состава. Единственным постоянным участником коллектива был Скотт Халл (гитара, драм-машина), гитарист группы Pig Destroyer.
В 1998 году Agoraphobic Nosebleed заключили контракт с Relapse Records и дебютировали с альбомом Honkey Reduction, а в конце 1999 года был издан шестидюймовый мини-альбом PCP Tornado. Позже коллектив вместе с Converge записал сплит-альбом The Poacher Diaries, получивший положительные отзывы критиков. В конце 1999 года Relapse Records издали сплит Agoraphobic Nosebleed с Benumb.
Когда коллектив начал работать над новым студийным альбомом, участники группы решили «утяжелить» своё звучание. К записи альбома были привлечены Ричард Джонсон из Enemy Soil и Карл Шульц из Prosthetic Cunt. Производство Frozen Corpse Stuffed with Dope растянулось на три года. Альбом получил положительные отзывы со стороны таких изданий как Rolling Stone, Alternative Press, Kerrang!, Terrorizer, Washington City Paper и прочих.
1 апреля 2003 года группа выпустила тройной альбом Altered States of America, который состоял из ста композиций. В 2005 году вышел сборник Bestial Machinery (Discography Volume 1).

## Дискография
- Honky Reduction (1998)
- Frozen Corpse Stuffed with Dope (2002)
- Altered States of America (2003)
- Agorapocalypse (2009)[6]

## Состав группы
- Скотт Халл — гитара, драм-машина
- Джей Рэнделл — вокал, электронные вставки
- Ричард Джонсон — вокал, бас гитара
- Кэтрин Кац — вокал